# 柏林-利希滕贝格车站
柏林-利希滕贝格站（德語：Bahnhof Berlin-Lichtenberg）位于德国首都柏林的同名行政区内，地处鲁梅尔斯堡和利希滕贝格的交界。它是自1980年代以来成为东柏林最为重要的长途车站。东柏林大多数长途列车均从这里始发前往东德内陆地区。车站曾经的重要性从大量的轨道设施中可见一斑。
如今的利希滕贝格车站日均发送旅客达85,000人次，其服务范围几乎完全来自于柏林东部和北部的区域列车班次。此外还提供有3班夜间列车班次。
该站也是德铁车站及服务公司的实习车站，受训学员在此学习车站运营的重要职能，例如发布列车广播，以及在旅游中心出售车票等。